# Список умерших в 820 году

## Январь
- 20 января — Мухаммад аш-Шафии, исламский богослов, правовед, хадисовед, третий из четырёх имамов суннитских школ, основатель и эпоним шафиитской правовой школы (мазхаба).

## Февраль
- 14 февраля — Сянь-цзун (41), 14-й император династии Тан (805—820).

## Декабрь
- 25 декабря — Лев V Армянин, византийский император (813—820).

## Дата смерти неизвестна или требует уточнения
- Константин, король пиктов (789—820) и король Дал Риады (811—820).
- Шанкара, индийский мыслитель, ведущий представитель веданты, религиозный реформатор и полемист, мистик и поэт.